# سلول بونزن

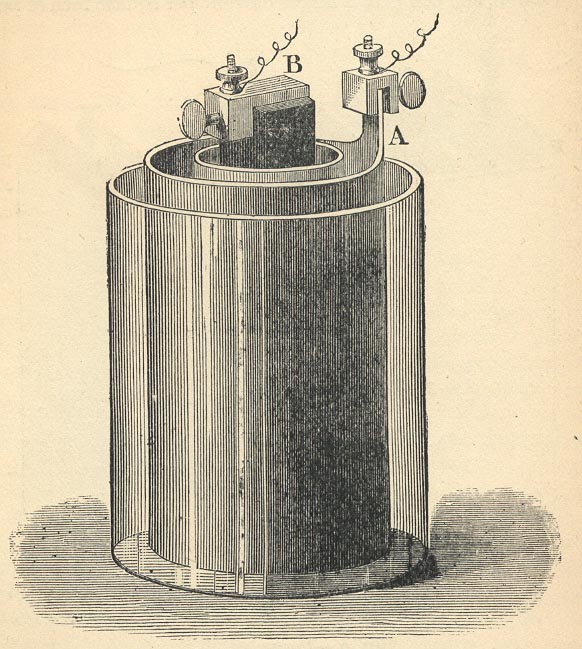
طرحی از یک سلول بونزن

سلول بونزن(به انگلیسی: Bunsen cell) نوعی سلول اولیه کربن-روی است که از یک آند روی در محلول سولفوریک اسید و یک کاتد کربنی در نیتریک یا کرومیک اسید که با یک استوانه متخلخل از یکدیگر جدا شده‌اند، ساخته شده است. این پیل، ولتاژی حدود ۱٫۹ ولت طبق واکنش شیمیایی زیر تولید می‌کند:
Zn + H2SO4 + 2HNO3 → ZnSO4 + 2 H2O + 2 NO2↑
این سلول گالوانی به افتخار شیمیدان آلمانی روبرت بونزن نامگذاری شده است.